# Blechnum
Blechnum är ett släkte av kambräkenväxter. Blechnum ingår i familjen Blechnaceae.

## Bildgalleri

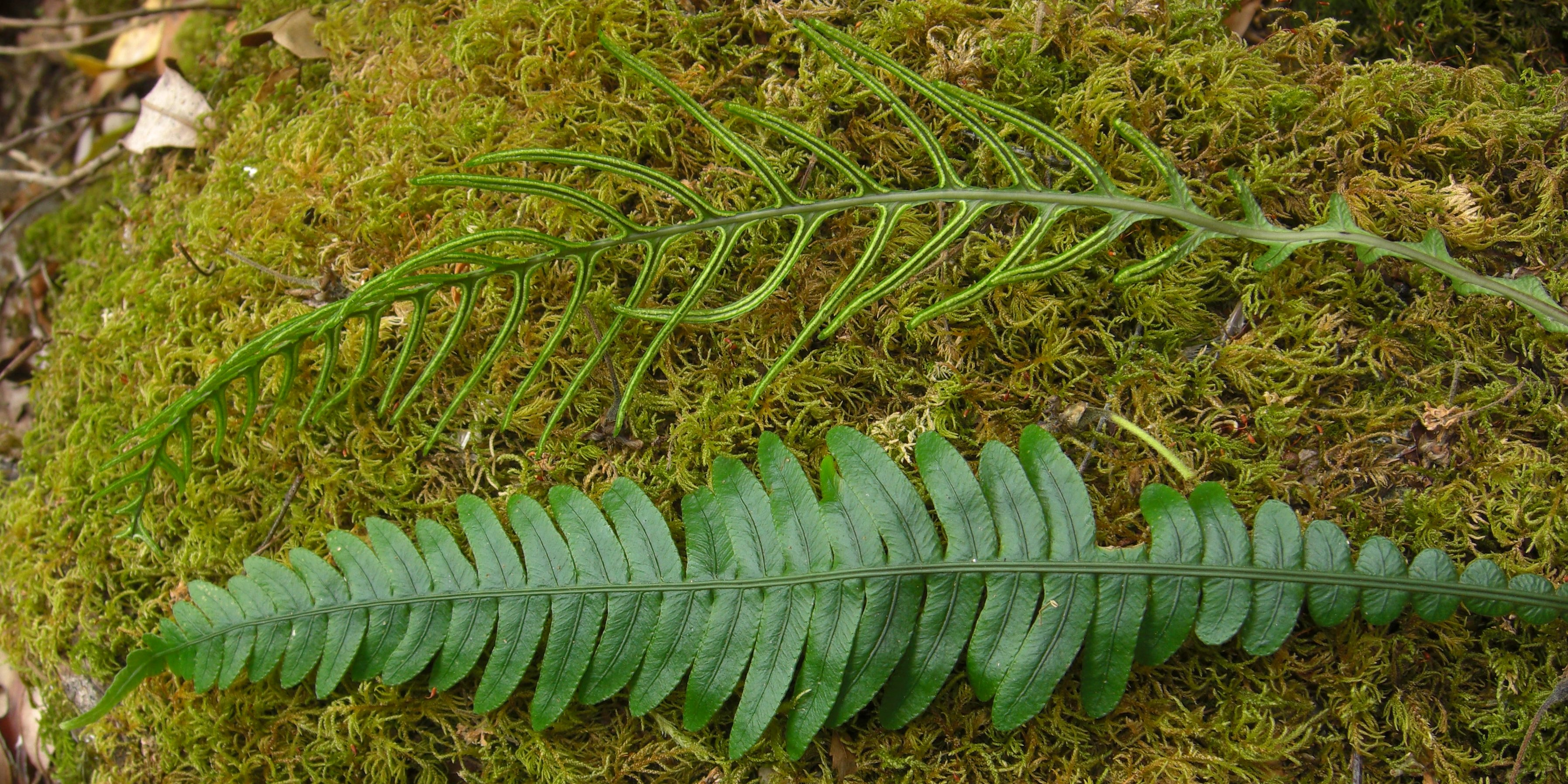
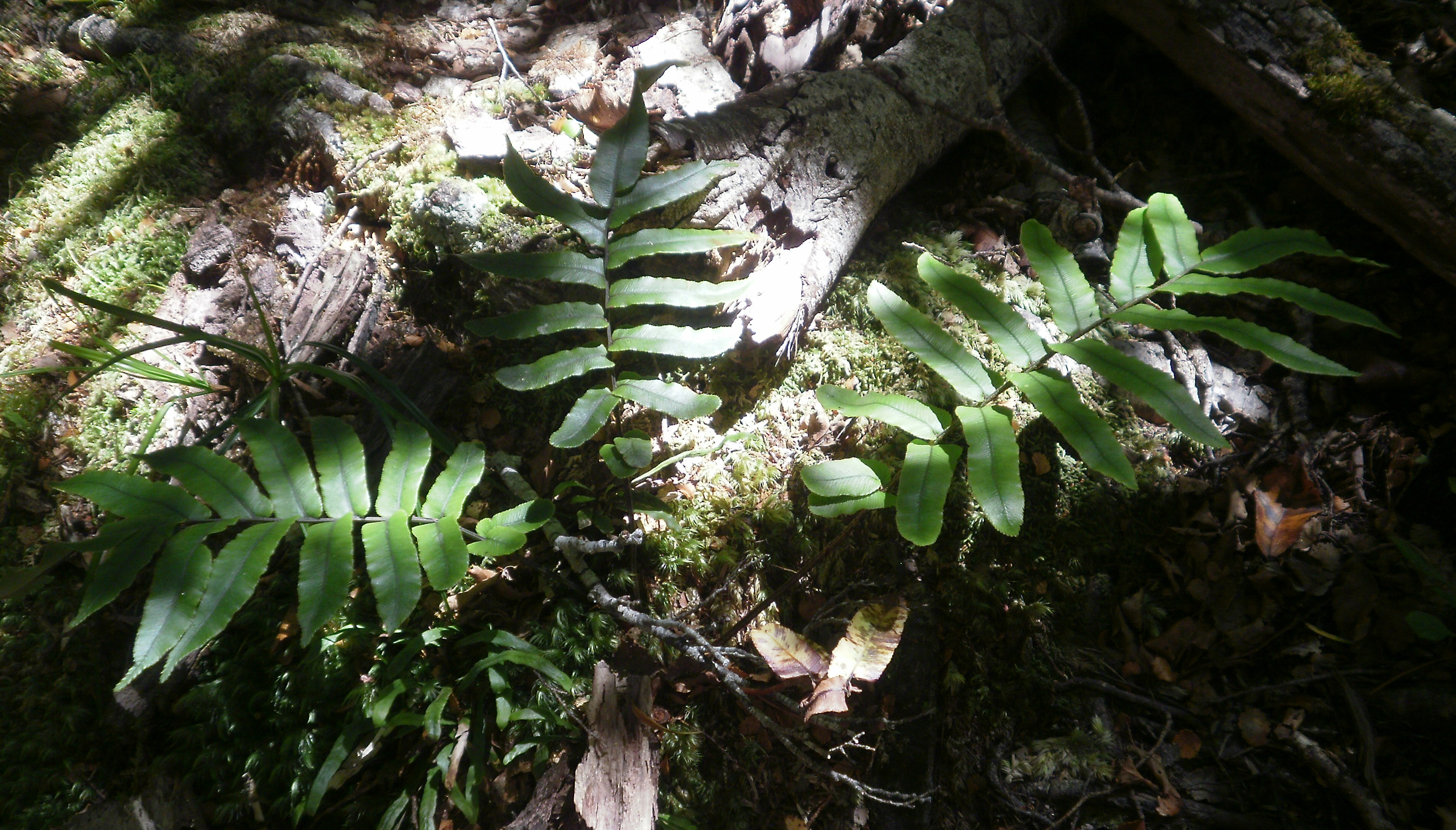
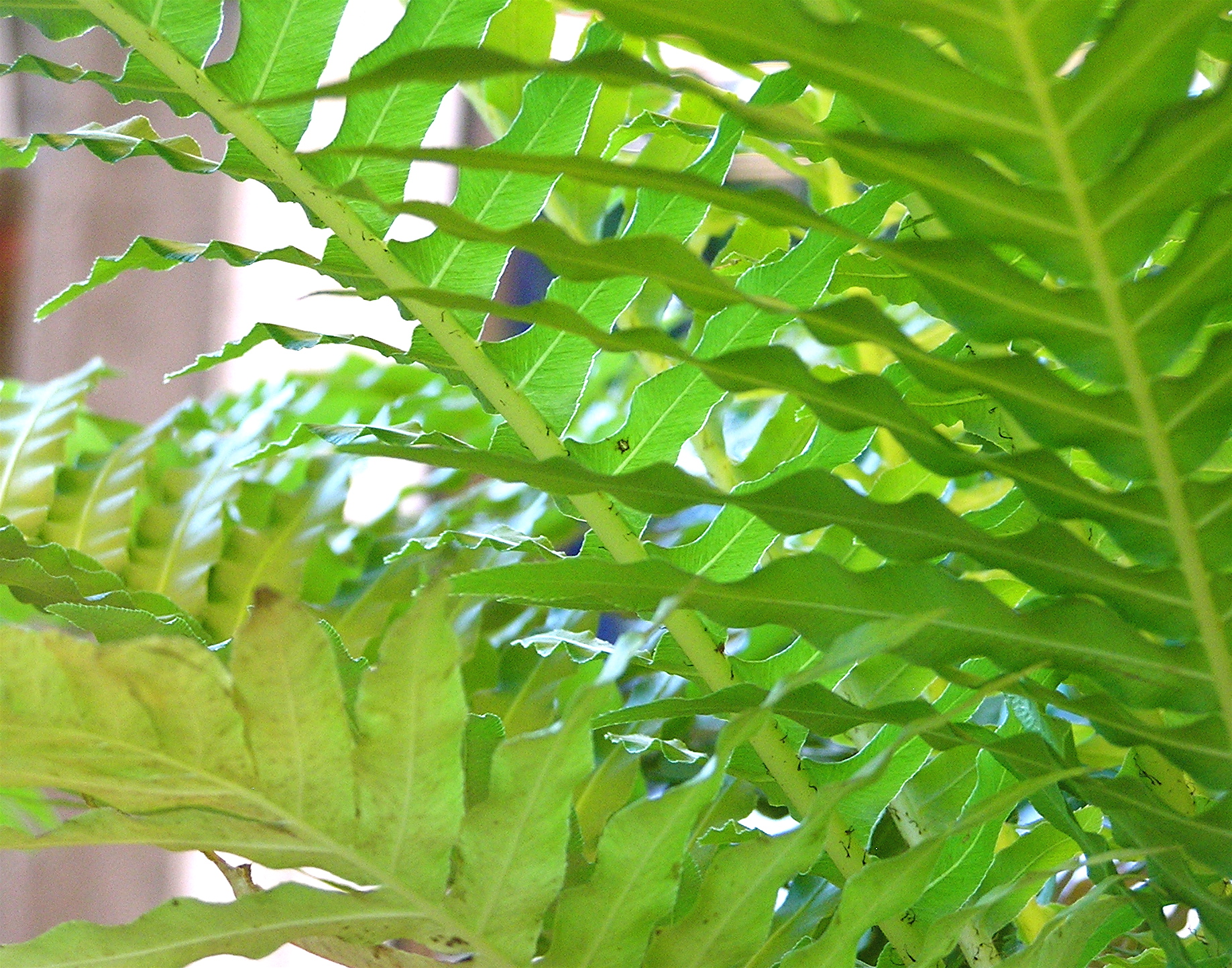
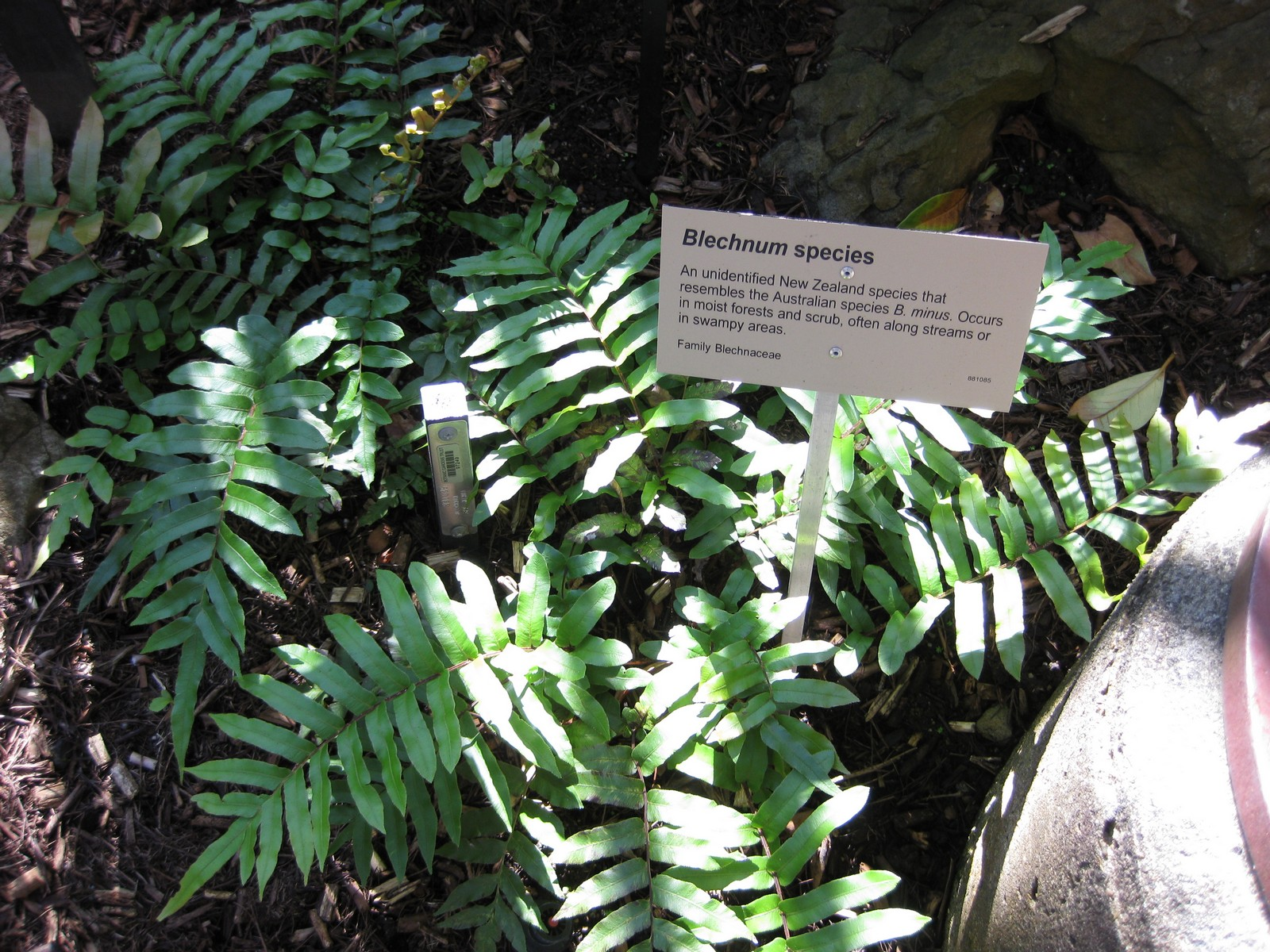
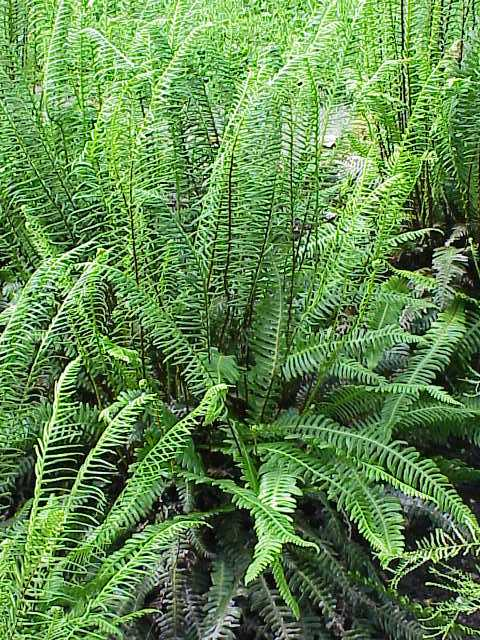
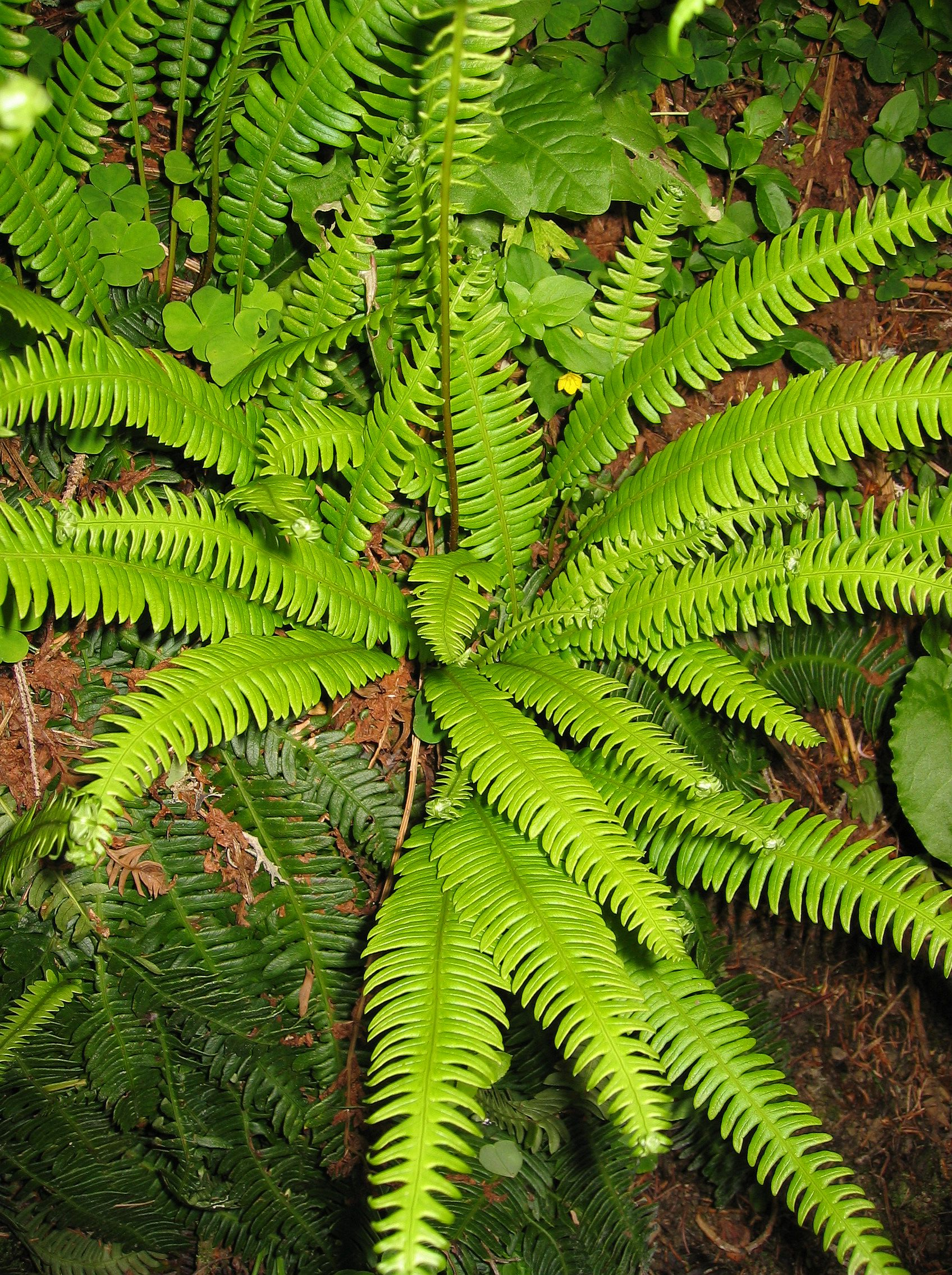

## Dottertaxa tillBlechnum, i alfabetisk ordning[1]
- Blechnum acanthopodum
- Blechnum acutiusculum
- Blechnum aequatoriense
- Blechnum amabile
- Blechnum ambiguum
- Blechnum andinum
- Blechnum anthracinum
- Blechnum appendiculatum
- Blechnum archboldii
- Blechnum arcuatum
- Blechnum areolatum
- Blechnum articulatum
- Blechnum ascendens
- Blechnum asperum
- Blechnum asplenioides
- Blechnum atropurpureum
- Blechnum attenuatum
- Blechnum auratum
- Blechnum australe
- Blechnum austrobrasilianum
- Blechnum austrocaledonicum
- Blechnum bakeri
- Blechnum bamlerianum
- Blechnum bicolor
- Blechnum binervatum
- Blechnum blechnoides
- Blechnum blumei
- Blechnum bolivianum
- Blechnum borneense
- Blechnum brasiliense
- Blechnum brassii
- Blechnum bruneum
- Blechnum camfieldii
- Blechnum capense
- Blechnum cartilagineum
- Blechnum castaneum
- Blechnum caudatum
- Blechnum chambersii
- Blechnum chauliodontum
- Blechnum chiriquanum
- Blechnum christii
- Blechnum cochabambense
- Blechnum colensoi
- Blechnum confluens
- Blechnum confusum
- Blechnum contiguum
- Blechnum corbassonii
- Blechnum cordatum
- Blechnum corralense
- Blechnum cycadifolium
- Blechnum decorum
- Blechnum dendrophilum
- Blechnum dentatum
- Blechnum deorsolobatum
- Blechnum difforme
- Blechnum discolor
- Blechnum dissectum
- Blechnum divergens
- Blechnum diversifolium
- Blechnum dives
- Blechnum doodianum
- Blechnum durum
- Blechnum eburneum
- Blechnum egregium
- Blechnum elongatum
- Blechnum ensiforme
- Blechnum extensum
- Blechnum falciforme
- Blechnum fernandezianum
- Blechnum filiforme
- Blechnum finlaysonianum
- Blechnum floresii
- Blechnum fluviatile
- Blechnum fragile
- Blechnum fraseri
- Blechnum fraxineum
- Blechnum fullagarii
- Blechnum fuscosquamosum
- Blechnum gemmascens
- Blechnum geniculatum
- Blechnum gibbum
- Blechnum glaziovii
- Blechnum gracile
- Blechnum gracilipes
- Blechnum gregsonii
- Blechnum guayanense
- Blechnum hancockii
- Blechnum hastatum
- Blechnum hawaiianum
- Blechnum heringeri
- Blechnum hieronymi
- Blechnum hindii
- Blechnum hirsutum
- Blechnum howeanum
- Blechnum humbertii
- Blechnum indicum
- Blechnum inflexum
- Blechnum insularum
- Blechnum itatiaiense
- Blechnum ivohibense
- Blechnum jamaicense
- Blechnum keysseri
- Blechnum laevigatum
- Blechnum lanceola
- Blechnum ledermannii
- Blechnum lenormandii
- Blechnum lherminieri
- Blechnum lima
- Blechnum lineare
- Blechnum lineatum
- Blechnum longepetiolatum
- Blechnum longicauda
- Blechnum longipilosum
- Blechnum longistipitatum
- Blechnum loxense
- Blechnum ludificans
- Blechnum lyonii
- Blechnum madagascariense
- Blechnum magellanicum
- Blechnum marginatum
- Blechnum marquesensis
- Blechnum maximum
- Blechnum medium
- Blechnum melanocaulon
- Blechnum melanopus
- Blechnum membranaceum
- Blechnum meridense
- Blechnum microbasis
- Blechnum microphyllum
- Blechnum milnei
- Blechnum minus
- Blechnum mochaenum
- Blechnum molle
- Blechnum monomorphum
- Blechnum montanum
- Blechnum moorei
- Blechnum moranianum
- Blechnum neohollandicum
- Blechnum nigrocostatum
- Blechnum nigropaleaecum
- Blechnum nigrum
- Blechnum norfolkianum
- Blechnum novae-zelandiae
- Blechnum nudius
- Blechnum nudum
- Blechnum nukuhivense
- Blechnum obtusatum
- Blechnum obtusifolium
- Blechnum obtusum
- Blechnum occidentale
- Blechnum oceanicum
- Blechnum opacum
- Blechnum organense
- Blechnum orientale
- Blechnum pacificum
- Blechnum palmiforme
- Blechnum pampasicum
- Blechnum papuanum
- Blechnum parrisii
- Blechnum paschale
- Blechnum patersonii
- Blechnum pazense
- Blechnum penna-marina
- Blechnum petiolare
- Blechnum pilosum
- Blechnum pinnatifidum
- Blechnum polypodioides
- Blechnum procerum
- Blechnum proliferum
- Blechnum pteropus
- Blechnum puberulum
- Blechnum punctulatum
- Blechnum puniceum
- Blechnum pyrophilum
- Blechnum raiateense
- Blechnum reflexum
- Blechnum repens
- Blechnum revolutum
- Blechnum rheophyticum
- Blechnum rimbachii
- Blechnum rodriguezii
- Blechnum rosenstockii
- Blechnum rufum
- Blechnum rupestre
- Blechnum ryanii
- Blechnum sampaioanum
- Blechnum saxatile
- Blechnum scaberulum
- Blechnum schiedeanum
- Blechnum schomburgkii
- Blechnum schottii
- Blechnum serrulatum
- Blechnum sessilifolium
- Blechnum shaferi
- Blechnum simillimum
- Blechnum smilodon
- Blechnum socialis
- Blechnum sodiroi
- Blechnum spannagelii
- Blechnum spicant
- Blechnum sprucei
- Blechnum squamatum
- Blechnum squamipes
- Blechnum squamosissimum
- Blechnum stipitellatum
- Blechnum stoloniferum
- Blechnum subcordatum
- Blechnum tabulare
- Blechnum treubii
- Blechnum triangularifolium
- Blechnum tuerckheimii
- Blechnum usterianum
- Blechnum vallegrandense
- Blechnum wardiae
- Blechnum wattsii
- Blechnum venosum
- Blechnum werckleanum
- Blechnum werffii
- Blechnum vestitum
- Blechnum whelanii
- Blechnum vieillardii
- Blechnum violaceum
- Blechnum vittatum
- Blechnum wolamense
- Blechnum vulcanicum
- Blechnum wurunuran
- Blechnum yungense
- Blechnum zeelandicum